# Champarrião
Champarrião é uma bebida alcoólica ou um cacharolete doce e festivo, tradicional do norte litoral de Portugal. Trata-se de uma bebida preparada com vinho verde, que tanto pode ser tinto ou branco, misturado com cerveja e açúcar, podendo, nalgumas versões também levar pau de canela.

## História
De acordo com a autora Emília Rodrigues, o champarrião terá surgido em Portugal, por torno da década de 20 do séc. XX, trazida pelas tropas portuguesas regressadas da 1.ª Guerra Mundial, tendo sido inspirada por um cacharolete francês, o «champerion», composto por aguardente, açúcar amarelo, canela e café.